# Casas Históricas da Comunidade de Piúva
As Casas Históricas da Comunidade de Piúva ou Casas Centenárias da Comunidade Ribeirinha de Piúva são bens tombados localizados no município de Barão de Melgaço, no Mato Grosso.
A Comunidade de Piúva fica situada às margens do Rio Cuiabá. As casas que formam o agrupamento fazem parte das sesmarias doadas aos antigos moradores, e, atualmente, seus descendentes buscam conservar a história de suas famílias. Alguns imóveis possuem mais de 80 anos de existência e ilustram os métodos de construção e os materiais empregados em tal época.
As Casas Históricas foram tombadas como Patrimônio Histórico e Cultural em 2007 através da portaria n.° 027/2007 publicada em 3 de julho daquele ano. A área tombada é de cerca de 4.000 m².